# Nikon D3200
Nikon D3200 – cyfrowa lustrzanka jednoobiektywowa przeznaczona dla początkujących fotografów. Model ten należy do segmentu podstawowych aparatów w formacie DX i został przedstawiony przez firmę Nikon 19 kwietnia 2012 roku, zastępując tym samym model D3100. Aparat posiada wiele trybów automatycznych, urządzenie samodzielnie jest w stanie ustawić niezbędne parametry odpowiednio do warunków i fotografowanego obiektu.

## Funkcje
- Lustrzanka formatu DX z matrycą CMOS o rozdzielczości 24,2 megapiksela.
- Nowy procesor obróbki obrazu EXPEED 3 umożliwia udoskonalone nagrywanie filmów oraz lepszą jakość obrazu przy wysokich czułościach.
- Czułość ISO w przedziale od 100 do 6400, z możliwością podniesienia do wartości 12800 (Hi1).
- Rozbudowany tryb podręcznika ułatwiający dobranie optymalnych ustawień ekspozycji oraz naukę fotografowania.
- "D-Movie" – aparat umożliwia nagrywanie filmów w rozdzielczości Full HD (1920 x 1080) [30p w przypadku NTSC/25p w przypadku PAL] lub w HD [60p w przypadku NTSC/50p w przypadku PAL] z dźwiękiem. Podstawowa edycja filmów może być wykonana już w aparacie.  Aparat umożliwia wstępną edycję filmów z poziomu urządzenia, np. poprzez wycięcie zbędnych ujęć lub tworzenie zdjęć z wybranych klatek filmu.
- Zgodność ze standardem HDMI.
- Tryb Live View z ciągłym trybem pracy autofokusa AF-F oraz z automatycznym wyborem programu tematycznego. W trybie Live View aparat może automatycznie dobrać program tematyczny na podstawie analizy fotografowanej sceny.
- Wyświetlacz LCD o przekątnej 7,5 cm.
- Autofokus z 11 polami AF.
- Aktywna funkcja D-Lighting zapewnia uzyskanie równowagi między jasnymi i ciemnymi obszarami zdjęć.
- Funkcja Picture Control umożliwia dostosowanie zdjęć i filmów Full HD do indywidualnych preferencji użytkownika. Do wyboru jest sześć ustawień: Standardowe, Neutralne, Żywe, Monochromatyczne, Portret i Krajobraz. Dodatkowo aparat pozwala dostroić ostrość, kontrast, jasność i nasycenie.
- Funkcje edytowania zdjęć i filmów, m.in. efekt miniatury, filtr zmiękczający, kolorowy kontur, korekcja kształtu.
- Wbudowany układ usuwania kurzu. Mechanizm czyszczenia filtra dolnoprzepustowego oraz kontrola przepływu powietrza.
- W aparacie odnowiono funkcje bezprzewodowego fotografowania. (w poprzedniku nie istnieje.)
- Wbudowano wejście na zewnętrzny mikrofon.

Wraz z D3200 dostarczane jest oprogramowanie Nikon View NX2.